# USS Iowa (BB-53)
USS Iowa (BB-53) był pancernikiem typu South Dakota, drugim okrętem noszącym nazwę pochodzącą od stanu Iowa. Jego stępka została położona 17 maja 1920 w Newport News Shipbuilding & Drydock Company. Budowa została wstrzymana 8 lutego 1922 (w tym momencie okręt był zbudowany w 31,8 procentach), a anulowana 17 sierpnia 1923 zgodnie z uzgodnieniami traktatu waszyngtońskiego. Został skreślony z rejestru floty 24 sierpnia 1923, a jego nieskończony kadłub został sprzedany 8 listopada 1923 z przeznaczeniem złomowania na pochylni.